# Margherita De Cal
Margherita De Cal (10 de agosto de 1950) es una deportista italiana que compitió en judo. Ganó una medalla en el Campeonato Mundial de Judo de 1980, y seis medallas en el Campeonato Europeo de Judo entre los años 1975 y 1982.

## Palmarés internacional
| Campeonato Mundial | Campeonato Mundial          | Campeonato Mundial | Campeonato Mundial |
| Año                | Lugar                       | Medalla            | Categoría          |
| ------------------ | --------------------------- | ------------------ | ------------------ |
| 1980               | Nueva York (Estados Unidos) | Medalla de oro     | +72 kg             |
| Campeonato Europeo |                             |                    |                    |
| Año                | Lugar                       | Medalla            | Categoría          |
| 1975               | Múnich (RFA)                | Medalla de plata   | +72 kg             |
| 1976               | Viena (Austria)             | Medalla de bronce  | +72 kg             |
| 1979               | Kerkrade (Países Bajos)     | Medalla de plata   | +72 kg             |
| 1980               | Údine (Italia)              | Medalla de oro     | +72 kg             |
| 1981               | Madrid (España)             | Medalla de oro     | +72 kg             |
| 1982               | Oslo (Noruega)              | Medalla de bronce  | +72 kg             |